# Karlovarské oplatky
Le karlovarské oplatky (al singolare; karlovarská oplatka) sono delle cialde prodotte tradizionalmente nella città termale di Karlovy Vary, in Repubblica Ceca.
Dal luglio 2011, a livello europeo, la denominazione  Karlovarské oplatky  è stata riconosciuta indicazione geografica protetta (IGP).

## Descrizione
La karlovarská oplatka si presenta costituita da due dischi sottili di circa 19 cm di diametro, «incollati» l'uno all'altro, sui quali è impresso un rilievo caratteristico: il bordo esterno è decorato con un ramo dal quale dipartono piccole foglie, di una larghezza di 30 mm; al di sotto di questo bordo si legge, disposta in cerchio, l'iscrizione «Karlovarské oplatky» di larghezza minima di 20 mm. Al centro della cialda è rappresentato uno dei simboli (la fonte termale o il camoscio) della città di Karlovy Vary.

## Composizione
La pastella è preparata mescolando gli ingredienti (zucchero e nocciole - o secondo la varietà, generalmente mandorle, cacao, vaniglia o cannella) con acqua termale fresca di Karlovy Vary.